# Ritmo sbilenco
Ritmo sbilenco - Un filmino su Elio e le Storie Tese è un film del 2016, diretto da Mattia Colombo e uscito in alcune sale italiane. Il titolo del film riprende quello dell'omonima canzone contenuta nell'album Figgatta de Blanc.

## Trama
Il film documenta i retroscena di video e concerti di Elio e le Storie Tese, senza censure o altro, a partire dalla loro partecipazione al Festival di Sanremo 2016 fino alla messa in scena del concerto al Mediolanum Forum del 29 aprile dello stesso anno, in cui il tastierista Rocco Tanica annuncerà il proprio ritiro dalle scene.
Il film coinvolge alcuni docenti scolastici.

## Distribuzione
Il film è stato distribuito, per un breve periodo di tempo, nelle sale italiane il 23 novembre 2016.
Successivamente è stato distribuito con un libro omonimo allegato uscito per Feltrinelli.